# Comuna Toporî, Izeaslav
Toporî (în ucraineană Топори) este o comună în raionul Izeaslav, regiunea Hmelnîțkîi, Ucraina, formată din satele Topirciîkî și Toporî (reședința).

## Demografie
Componența lingvistică a comunei Toporî
     Ucraineană (99,41%)
     Alte limbi (0,6%)
Conform recensământului din 2001, majoritatea populației comunei Toporî era vorbitoare de ucraineană (99,41%), existând în minoritate și vorbitori de alte limbi.